# No Seu Quintal
No Seu Quintal é o décimo álbum de estúdio da banda brasileira de rock Resgate, lançado em outubro de 2017 pela Sony Music Brasil.
O disco foi gravado em dois estúdios: Guitarras e alguns instrumentos foram captados no estúdio 905, pertencente à banda. A bateria, por sua vez, foi registrada no estúdio VIP, do ex-integrante Dudu Borges, com o auxílio do produtor Lucca Bruno, filho do vocalista Zé Bruno. A banda definiu a obra como um registro "eletroacústico". A parte audiovisual do disco foi gravada em 2016, durante o evento Prosa e Canto na cidade de Anápolis, em Goiás e foi lançado separadamente, no DVD Ao Vivo no Prosa & Canto Festival.
O lançamento do disco se deu em um show em São Paulo. Após a liberação nas plataformas digitais, o álbum recebeu aclamação da mídia especializada por suas referências ao rock psicodélico, pelas letras e pelo projeto gráfico elaborado por Bruno Barreira. Foi eleito o melhor álbum de 2017 e o 9º melhor álbum da década de 2010 pelo portal Super Gospel.

## Antecedentes
Em 2015, o Resgate lançou pela gravadora Sony Music Brasil o álbum 25 Anos. No ano de 2016, os músicos foram convidados a participar de um evento em Anápolis, em Goiás, chamado Prosa & Canto. O intuito era que a banda fizesse um registro audiovisual em formato acústico. Para isso, o vocalista Zé Bruno começou a compor novas músicas. De acordo com Hamilton Gomes e Jorge Bruno, Zé acabou por escrever cerca de dez canções em uma semana. A apresentação acabou por ocorrer em 2016, mas a banda não ficou satisfeita com a qualidade do áudio e resolveu retrabalhar as canções em estúdio durante o ano de 2017. Nesse ínterim, Zé acabou compondo outras faixas.

## Gravação
Em março de 2017, a banda anunciou que estava trabalhando em um disco de inéditas no estúdio VIP, do ex-integrante Dudu Borges.[carece de fontes?] Mais tarde, Hamilton e Jorge explicaram que a gravação se deu por um desejo antigo do conjunto em gravar novamente no estúdio de Dudu. As sessões foram conduzidas por Lucca Bruno, filho do vocalista Zé Bruno, e de Rodrigo Guess. Lucca e Rodrigo assinaram a produção musical ao lado dos quatro integrantes da banda. No VIP foram gravadas baterias e vocais, enquanto as guitarras, baixo e teclados foram registrados no estúdio 905, pertencente aos músicos do grupo. A mixagem e masterização foram conduzidas no VIP.

## Estilo musical
O disco foi definido pela banda como um projeto eletroacústico. A presença de violões é superior que nos projetos anteriores, e ainda foi inclusa uma composição do cantor Jorge Camargo (que trabalha predominantemente a MPB), chamada "Despertar o Sol". Além disso, a banda também fez um cover de "Turn! Turn! Turn!", do músico Pete Seeger. Outras referências são do rock das décadas de 1960 e 1970, por bandas e artistas como The Beatles, George Harrison e Pink Floyd. Na época, Zé Bruno também disse que "Tenho ouvido muito Elliott Smith, Sarah Jarosz e First Aid Kit. Curto a sonoridade deles. Uma banda hoje de cabeceira, é Fleet Foxes. O clima e a sonoridade deles são únicos. Já no meio gospel, não tenho ouvido nada, mas gostei do trabalho do Tanlan", cujo nome é ACALMANOCAOS (2016).

## Lançamento
Anteriormente ao lançamento do CD, a banda divulgou a canção "História" nas plataformas digitais em formato airplay em 4 de agosto. Um mês depois, saiu "Ainda Vou", sob a mesma proposta. O disco foi lançado inicialmente em formato físico exclusivamente no show de lançamento do grupo em São Paulo (ocorrido em 7 de outubro), enquanto "No Seu Quintal" era a terceira faixa liberada nas plataformas digitais. Nos canais de streaming, o álbum foi disponibilizado em 13 de outubro.[carece de fontes?]

### Recepção da crítica
| Críticas profissionais | Críticas profissionais |
| Avaliações da crítica  | Avaliações da crítica  |
| Fonte                  | Avaliação              |
| ---------------------- | ---------------------- |
| Super Gospel           | [ 4 ]                  |
| Apenas Música          | 91/100                 |

No Seu Quintal recebeu aclamação da mídia especializada. No portal Super Gospel, o álbum foi classificado com 4,5 estrelas de 5. O resenhista, Thiago Junio, afirmou que o trabalho soou mais maduro conjuntamente com os anteriores, Ainda não É o Último (2010) e Este Lado para Cima (2012) e as referências psicodélicas nos arranjos e no projeto gráfico. Ainda, afirmou que as composições de Zé Bruno "envolvem críticas ao narcisismo na sociedade contemporânea". A redação do site, por sua vez, elegeu o disco como melhor álbum de 2017 (no segmento religioso). Em outra crítica favorável, a redação do Apenas Música destaca que "Zé Bruno está cada vez melhor com papel e caneta nas mãos" e que "é um grande trabalho com uma belíssima produção que vem para manter o nível de respeito da banda".
Em 2019, foi eleito pelo Super Gospel o 9º melhor álbum da década de 2010.

## Faixas
| N.º            | Título                                  | Compositor(es) | Duração |  |
| 1.             | "História"                              | Zé Bruno       | 5:30    |  |
| 2.             | "Ainda Vou"                             | Zé Bruno       | 3:02    |  |
| 3.             | "No Seu Quintal"                        | Zé Bruno       | 4:30    |  |
| 4.             | "Te Explicar"                           | Zé Bruno       | 4:43    |  |
| 5.             | "Por que Você não Sai?"                 | Zé Bruno       | 3:13    |  |
| 6.             | "Despertar o Sol" (part. Jorge Camargo) | Jorge Camargo  | 3:42    |  |
| 7.             | "Lágrimas"                              | Zé Bruno       | 4:52    |  |
| 8.             | "O Solitário"                           | Zé Bruno       | 3:10    |  |
| 9.             | "Turn! Turn! Turn!"                     | Pete Seeger    | 3:46    |  |
| 10.            | "Na Equação"                            | Zé Bruno       | 1:09    |  |
| Duração total: | Duração total:                          | Duração total: | 37:41   |  |

## Ficha técnica
Banda
- Zé Bruno – vocal, violão, guitarra, bandolim
- Hamilton Gomes – guitarras, violão, vocal de apoio
- Marcelo Amorim – baixo
- Jorge Bruno – bateria e vocal de apoio

Músicos convidados
- Jorge Camargo – vocal em "Despertar o Sol"
- André Freitas – teclados

Equipe técnica
- Lucca Bruno – produção musical e engenharia de som
- Rodrigo Guess – produção musical

Projeto gráfico
- Bruno Barreira – design